# アントリン・アルカラス
アントリン・アルカラス・ビベロス（Antolín Alcaraz Viveros, 1982年7月30日）は、パラグアイ・サン・ロケ・ゴンサレス出身の元同国代表サッカー選手。現役時代のポジションはディフェンダー。

## 経歴

### クラブ
19歳の時にパラグアイのアマチュアクラブから、アルゼンチンのラシン・クルブへ移籍。2002年にはイタリア・セリエAのACFフィオレンティーナへ移籍するが、クラブが破産し4部に降格したため、すぐに移籍。USチッタ・ディ・パレルモのトライアウトを受けた後、ポルトガル・スーペル・リーガのSCベイラ・マルへ移籍した。
ベイラ・マルでは半年でレギュラーに定着。2004-05シーズンには2部へ降格してしまうが、2005-06シーズンはキャプテンとして自身最多の31試合に出場して1シーズンでベイラ・マルを昇格させた。
2007年4月30日、ベルギーのクラブ・ブルッヘへの移籍が発表された。ブルッヘでは1シーズン目は控えとなるが、2シーズン目となる2008-09シーズンからはレギュラーを獲得。2シーズン連続のリーグ3位やUEFAヨーロッパリーグでの決勝トーナメント進出に貢献した。
2010年5月13日、プレミアリーグ、ウィガン・アスレティックFCへの移籍が発表された。
2013年7月9日、エヴァートンFCへ2年契約で完全移籍。
2015年8月2日、プリメーラ・ディビシオンに昇格したUDラス・パルマスへ移籍。翌年2月16日、リーガ・パラグアージャのクルブ・リベルタに移籍し母国に復帰した。

### 代表
2008年11月に初めてパラグアイ代表に招集され、11月18日のオマーンとの親善試合で代表デビュー。
2010 FIFAワールドカップパラグアイ代表に選出され、初戦のイタリア戦ではセットプレーから代表初ゴールとなる先制点を記録。結局試合は引き分けに終わり、強豪相手の勝ち点獲得に貢献。アルカラス自身は大会選定のマンオブザマッチに選ばれた。
コパ・アメリカ2011にも出場し、ベネズエラとのグループリーグ第3戦では同点ゴールを挙げた。

## 人物
2007年7月30日にアルゼンチン人のエバンヘリナと結婚し、同年11月10日には長男バレンティーノが生まれている。

## 代表歴

### 出場大会
- パラグアイ代表
  - 2010 FIFAワールドカップ

### 試合数
- 国際Aマッチ 23試合 2得点（2008年-2012年）[7]

| パラグアイ代表 | 国際Aマッチ | 国際Aマッチ |
| 年             | 出場        | 得点        |
| -------------- | ----------- | ----------- |
| 2008           | 1           | 0           |
| 2009           | 3           | 0           |
| 2010           | 9           | 1           |
| 2011           | 6           | 1           |
| 2012           | 4           | 0           |
| 通算           | 23          | 2           |

## タイトル
クラブ
ベイラ・マル
- リーガ・デ・オンラ : 2005-06

ウィガン・アスレティック
- FAカップ : 2012-13